# Windows Internet Name Service
Windows Internet Name Service (укр. Служба інтернет імен Windows, WINS: інша назва — NetBIOS Name Server, NBNS) — служба зіставлення NetBIOS-імен комп'ютерів з IP-адресами вузлів.
Сервер WINS здійснює реєстрацію імен, виконання запитів і звільнення імен. При використанні NetBIOS поверх TCP/IP необхідний WINS сервер для визначення коректних IP-адрес. Використовує 137 порт по TCP і UDP.